# Rycerka Górna

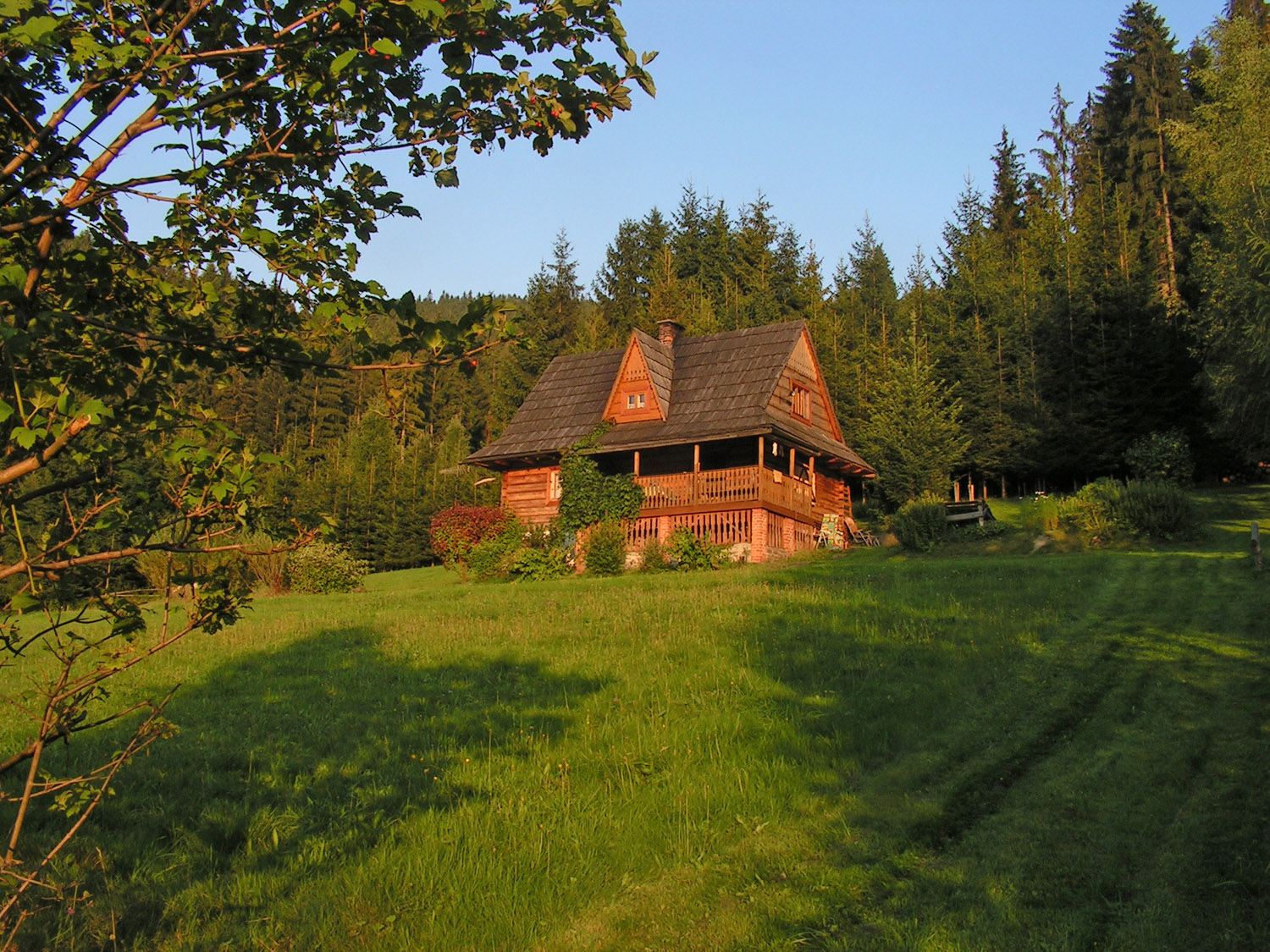

Rycerka Górna ist ein Dorf in der Gemeinde Rajcza im Powiat Żywiecki in der Woiwodschaft Schlesien.

## Geographie
Rycerka Górna liegt südlich der Stadt Żywiec am Übergang der Schlesischen und Saybuscher Beskiden zum Jablunkauer Bergland.
Die Ortschaft streckt sich zusammen mit Rycerka Dolna über 14 Kilometer im Tal der Czarna Soła und Rycerka zwischen den Bergmassiven von Mała Zabawa, Hutyrow und Łysica.

## Geschichte
Die ersten Siedlungen sind im 17. Jahrhundert entstanden. Im Jahre 1628 hat es im Rycerka 19 Häuser gegeben. Um das Jahr 1870 weitete sich die Ortschaft in Richtung Süden aus, es entstanden die Siedlungen Rycerka Górna und im Jahre 1883 Rycerka Kolonia. Die im Jahre 1884 fertiggestellte Bahnlinie Żywiec–Čadca (SK) und der Bau der Haltestelle Rycerka bewirkten eine Ausdehnung in Richtung Norden. Die wachsende Ortschaft wurde in Rycerka Górna und Dolna geteilt. 1940 wurden im Rahmen der Saybusch Aktion mehrere polnischen Familien aus der Ortschaft vertrieben.